# 에피파니오 페르난데스
에피파니오 페르난데스 베리디(스페인어: Epifanio Fernández Berridi; 1919년 4월 23일, 바스크 주 산 세바스티안 ~ 1977년 6월 12일, 바스크 주 산 세바스티안)는 줄여서 에피(스페인어: Epi)로 알려진 스페인의 전 축구 선수이다. 그는 현역 시절 공격수로 활약했으며, 발렌시아와 레알 소시에다드에서 뛰었다.

## 클럽 경력
그는 아마데오, 문도, 비센테 아센시, 그리고 기예르모 고로스티사와 더불어 발렌시아에 수많은 우승을 선사하며 1940년대를 구단의 중흥기로 이끈 전율의 공격진의 일원으로 활약했다. 현역 시절 최우측 공격수였던 그는 기술적으로 능한 공격수로, 1부 리그에서 15 시즌을 활약하며 124골을 기록했다.

## 국가대표팀 경력
그는 전 스페인 국가대표팀 선수이기도 했는데, 총 15번의 국가대표팀 경기에 출전했다. 그의 첫 국가대표팀 경기는 1941년 1월 12일, 포르투갈과의 친선경기였다.